# Valentine McGillycuddy
Valentine Trant McGillycuddy (1849-1939) est un chirurgien qui a servi dans des expéditions et des forces militaires américaines dans l'Ouest. Il fut critiqué pour ses efforts visant à établir une relation durable entre les États-Unis et les peuples amérindiens .

## Biographie

### Jeunesse
Valentine Trant O'Connell McGillycuddy ou M'Gillycuddy est né le 14 février 1849 à Racine dans le Wisconsin d'immigrants irlandais : Daniel McGillycuddy (1821-1892), un marchand, et Joana (Trant) McGillycuddy (1813-1892). Il a un frère de 6 ans son aîné, nommé Francis. Sa famille déménage à Détroit lorsqu'il a 13 ans.
Il est diplômé de la Detroit Medical School à 20 ans. Il commence à travailler comme médecin au Wayne County Insane Asylum et pratique la médecine pendant un an. Il enseigne ensuite au collège de médecine. Son amour de longue date pour le plein air l'amène à quitter la médecine de ville.

### Carrière
De 1871 à 1874, il travaille pour la United States Boundary Survey Commission. Il devient topographe et chirurgien pour l'expédition internationale.pour définir la frontière entre les États-Unis et le Canada le long du 49e parallèle. L'expédition démarre dans le Dakota du Nord, où le sol a gelé en raison d'une saison humide. Afin de garder leurs pieds au chaud, les hommes portent plusieurs paires de chaussettes, enveloppent leurs pieds dans une couverture carrée et portent une paire de mocassins surdimensionnés. À la fin de l'expédition, il retourne à Washington. Il est ensuite envoyé dans le Wyoming pour poursuivre sa carrière de topographe. M'Gillycuddy a découvert des sources minérales chaudes à Hot Springs.
L'année suivante, en 1875, il est invité à la Newton-Jenney Party. En tant qu'arpenteur de l'expédition, il est la première personne à enregistrer leur ascension du pic Harney (maintenant pic Black Elk) dans les Black Hills du Dakota du Sud. Il est responsable de la cartographie de la topographie et de la géologie de la région, tandis que l'expédition évalue la zone pour les principaux gisements d'or.
Au retour de l'expédition, il épouse Fanny Hoyt. Il est recruté comme chirurgien contractuel avec le général George Crook pendant la bataille de Rosebud (17 juin 1876), la bataille de Slim Buttes (9 et 10 septembre 1876) et la Horsemeat March (en), une expédition militaire à la poursuite de Sioux fuyant les représailles anticipées à la suite de la bataille de Little Bighorn, où les soldats mal rationnés ont dû manger leurs chevaux (1876).

#### Relations avec les Indiens

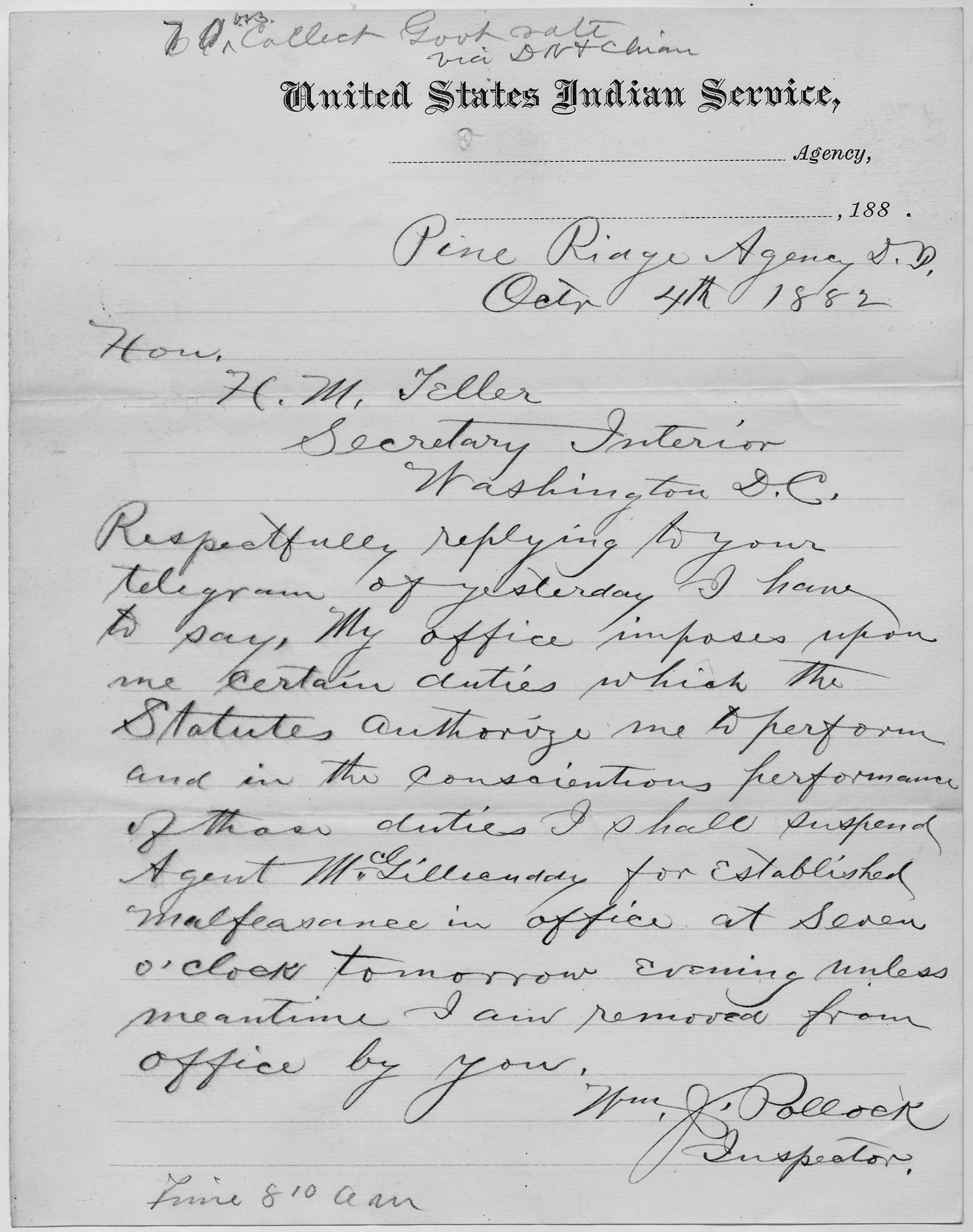
Lettre de suspension de McGillycuddy.

Valentine McGillycuddy est nommé assistant post-chirurgien à Fort Robinson dans ce qui est devenu le Nebraska. En raison de sa moustache qui tombait de deux pouces sous les coins de sa bouche, les Sioux l'ont appelé "Poutine hi chikala" ou "Little Whiskers" qui signifie "Petites moustaches".
Il est connu des Lakotas comme un « ami de Crazy Horse », un de leurs leaders notables. Il soigne Crazy Horse mortellement poignardé par des gardes lors d'une tentative d'évasion, réelle ou prétextée. Après la mort de Crazy Horse, il se rend à Washington pour faire pression pour obtenir un traitement plus humain des Amérindiens à Fort Robinson.
Il est nommé agent des Amérindiens en 1879, alors qu'il a 30 ans. Il travaille à l'agence de Pine Ridge (maintenant réserve indienne de Pine Ridge dans le Dakota du Sud). Il ne réussit pas à établir des relations aussi amicales qu'avec Crazy Horse et d'autres Lakotas. Red Cloud, un chef majeur, l'accuse de mauvaise gestion, conduisant à plusieurs enquêtes sur l'administration de l'agent. Malgré cela, Valentine McGillycuddy crée une force de police indienne et un pensionnat pour éduquer les enfants amérindiens de la région. Cependant, des plaintes persistantes l'accusent de tyrannie, de fraude et d'être impliqué dans le scandale de l'anneau indien, scandale impliquant le secrétaire à la guerre William W. Belknap et ses épouses, qui ont reçu des paiements de pots-de-vin provenant d'un contrat de concession de Fort Sill entre Caleb P. Marsh et l'approvisionneur militaire John S. Evans. Il fut même appelé « the most investigated man in the country », « l'homme le plus poursuivi du pays». Une plainte dans le Boston Advertiser affirme qu'il a reçu des rentes pour 2 600 personnes de plus que le nombre d'habitants à Pine Ridge, une perte pour le gouvernement de 284 700 dollars. Sous pression pour avoir renvoyé un employé fidèle sans aucune raison, Valentine McGillycuddy démissionne finalement de son poste. Il est suspendu de ses fonctions en octobre 1882 (voir lettre ci-dessus).
Plus tard, dans les jours qui précèdent le massacre de Wounded Knee (1890), Red Cloud déclare que Valentine McGillycuddy est un « jeune homme avec la tête d'un vieil homme sur les épaules »,.

#### Autres nominations gouvernementales
Après avoir quitté Pine Ridge, Valentine McGillycuddy s'installe à Rapid City, dans le Dakota du Sud. Il sera plus tard président de la Lakota Bank et doyen de la South Dakota School of Mines and Technology. Il est nommé premier chirurgien général de l'État du Dakota du Sud. Alors qu'il vit à Rapid City, il construit un manoir en 1888, qui est toujours debout.
En 1890, il est élu délégué à la Convention constitutionnelle de l'État du Dakota du Sud. Poursuivant son activisme politique, il est élu maire de Rapid City en 1897. Sa femme, Fanny, meurt la même année.

### Fin de vie

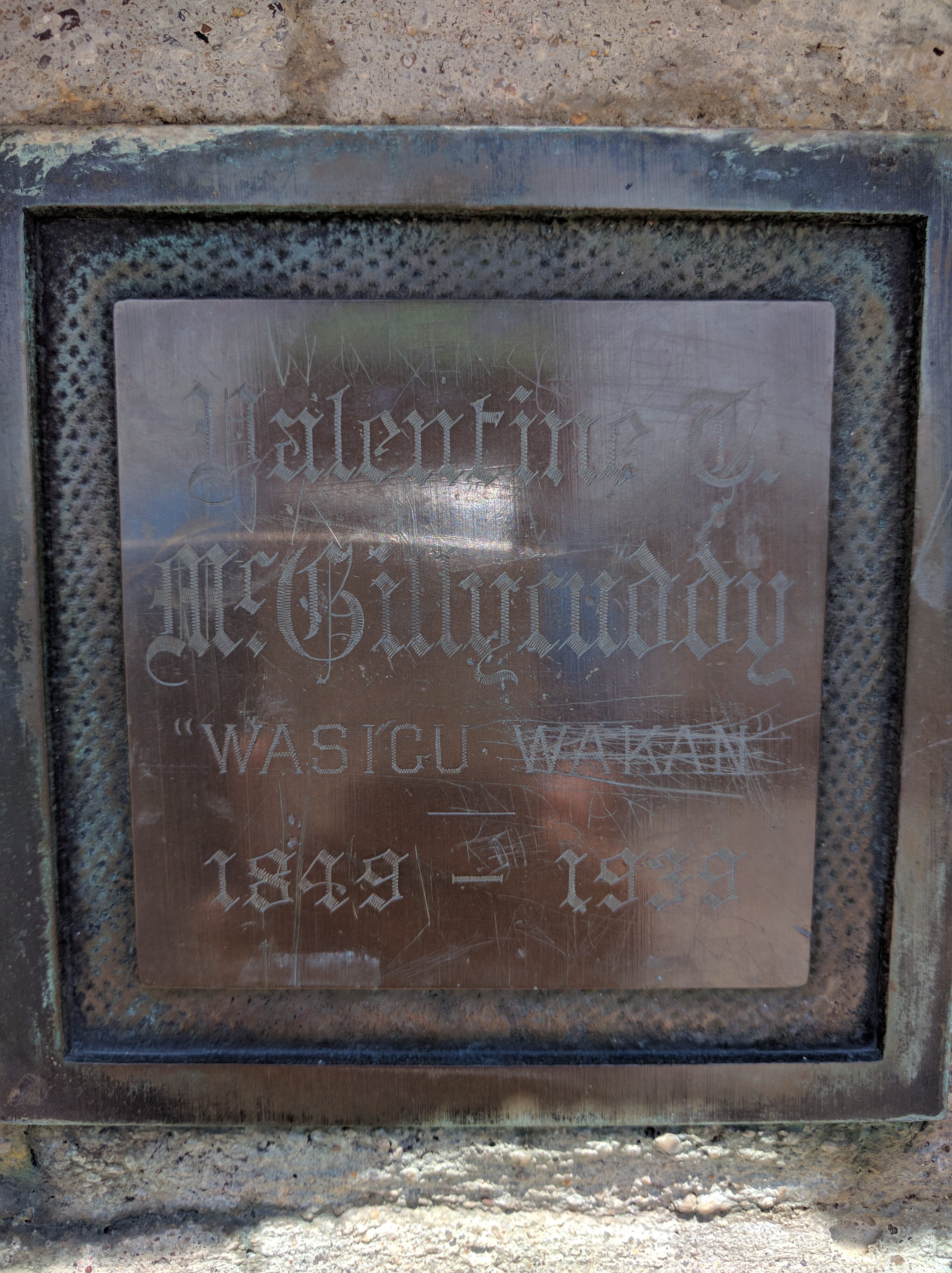
Plaque sur le pic Black Elk gravée des mots Valentine T. McGillycuddy "Wasicu Wakan" 1849–1939.

Veuf après la mort de Fanny, il déménage à San Francisco, en Californie. Là, il rencontre Julia Blanchard, qui, petite, avait demandé à Fanny si elle pouvait épouser le médecin après sa mort. Ils se marient et Julia donne naissance à une fille, également appelée Valentine. Il sert comme inspecteur médical pour une agence d'assurance jusqu'à sa retraite en 1912.
Valentine McGillycuddy est enrôlé pendant la Première Guerre mondiale. Il est envoyé en Alaska et dans d'autres États occidentaux pour traiter des patients atteints de grippe pendant la pandémie de 1918-1919.
Il meurt à Berkeley, en Californie en 1939. Il est incinéré et ses cendres sont ensevelies au sommet du pic Black Elk. Une plaque est installée et inscrit : "Valentine T. McGillycuddy, Wasicu Wakan, 1849–1939 ″ (en lakota, Wasicu Wakan signifie ″Saint Homme Blanc″).

## Livres basés sur la vie de McGillycuddy
Biographies
- McGillycuddy, Julia B., McGillycuddy, Agent, First, 1941 (ASIN B0007F33PM)
  - McGillycuddy, Julia B. et James C. Olson (Introduction), Blood on the Moon: Valentine McGillycuddy and the Sioux, 1990, 1re éd. (ISBN 978-0803281707) - new edition of McGillycuddy, Agent
- Candy Moulton, Valentine T. McGillycuddy: Army Surgeon, Agent to the Sioux, University of Oklahoma Press, coll. « Western Frontiersmen Series, Volume 35 », 2015 (ISBN 9780806151410, lire en ligne)
- Schaefer, Jack, Heroes Without Glory: Some Goodmen of the Old West, Amereon Ltd, 1965 (ISBN 9780891908784)

Romans
- O'Brien, Dan, The Contract Surgeon, 1999, 1re éd. (ISBN 9781558219328), roman historique pour jeunes adultes
- O'Brien, Dan, The Indian Agent: A Novel, The Lyons Press, 2004 (ISBN 9781592282449, lire en ligne)